# Guillermo Walter Klein
Guillermo Walter Klein (Ciudad de Buenos Aires, 25 de agosto de 1936) es un empresario y abogado argentino que fue Secretario de Estado de Programación y Coordinación Económica bajo la dependencia del ministro José Alfredo Martínez de Hoz durante la dictadura cívico-militar (1976-1983). Dirigente patronal de la Cámara Argentina de Comercio, es titular de un importante estudio jurídico de ese país.

## Biografía
Se recibió de abogado en la Universidad de Buenos Aires en 1962 y obtuvo dos másteres en la Universidad de Harvard. Fue vicepresidente de la Cámara Argentina de Comercio; presidente del Consejo Interamericano de Comercio y Producción (CICYP); director del Colegio de Abogados de la Ciudad de Buenos Aires, presidente del Harvard Club de Argentina y presidente del Consejo Directivo del Colegio Northlands. 
En la actualidad (2010) es of counsel del Estudio Klein & Franco, presidente del Consejo Consultivo de la Cámara Argentina de Comercio, miembro suplente del Tribunal de Arbitraje de la Bolsa de Comercio de Buenos Aires, árbitro de la Cámara de Comercio Internacional, y director de diversas empresas.

## Participación en gobiernos de facto
Durante la dictadura militar autodenominada Revolución Argentina se desempeñó como Subsecretario de Inversiones Extranjeras (1968-1969) y Subsecretario de Obras y Servicios Públicos (1969-1970). Durante la dictadura cívico militar se desempeñó como Secretario de Estado de Programación y Coordinación Económica (1976-1981).
El 27 de septiembre de 1979 la organización guerrillera Montoneros detonó un artefacto explosivo en su casa, en donde estaba con su esposa y cuatro hijos de entre 12 años y meses de edad, salvándose todos ellos pese a que la vivienda fue totalmente destruida y murieron dos de sus custodios.
En 2008 fue querellado penalmente, junto con los exfuncionarios José Alfredo Martínez de Hoz y Juan Alemann, por el asesinato de Juan Carlos Casariego de Bel, un funcionario del Ministerio de Economía secuestrado el 15 de junio de 1977, por negarse a certificar un dato crucial en el proceso de estatización de la empresa Ítalo. La última noticia de Casariego de Bel es su aviso de que llegaría tarde a su casa porque tenía una reunión en el despacho de Klein. El Tribunal Oral Federal número 5 consideró probadas las acusaciones de delitos de lesa humanidad y en diciembre de 2012 Vergez fue condenado a 23 años de prisión (un promedio de 7 años y medio por cada asesinato) por el secuestro y desaparición de Javier Coccoz (miembro del ERP), de Julio Gallego Soto (abogado y economista), y de Juan Carlos Casariego de Bel (abogado y economista, secretario de Klein en el Ministerio de Economía de José Alfredo Martínez de Hoz).
Respecto de Klein se dispuso en noviembre de 2014 seguir la investigación.